# オイラー数
オイラー数は、双曲線余割関数のテイラー展開における展開係数として定義される。 形式的には、テイラー級数:
{\displaystyle \operatorname {sech} \,z={\frac {2}{e^{z}+e^{-z}}}=\sum _{k=0}^{\infty }{\frac {E_{k}}{k!}}z^{k}}
における {\displaystyle E_{k}} がオイラー数である。 この数列は整数であり、奇数項がすべて 0、偶数項の符号が交互に切り替わることが特徴である。 双曲線余割関数の代わりに、三角関数の余割関数:
{\displaystyle \sec z=\sum _{k=0}^{\infty }{\frac {{\hat {E}}_{k}}{k!}}z^{k}}
の展開係数 {\displaystyle {\hat {E}}_{k}} (セカント数) をオイラー数と呼ぶこともある。 なお、{\displaystyle {\hat {E}}_{2k}=(-1)^{k}E_{2k}} の関係が成立し、必ず正の整数となる。

## 漸化式
オイラー数は次の漸化式を満たす。 この漸化式によって、すべてのオイラー数が整数であることがわかる。
{\displaystyle E_{0}=1,\quad \sum _{k=0}^{n}{2n \choose 2k}E_{2k}=0}
この漸化式は偶数項のオイラー数しか与えない。 奇数項のオイラー数は上で説明したように、必ずゼロである。 この漸化式を利用すると、下表のオイラー数が算出される。 
| n  | En           |  | n  | En                                   |
| -- | ------------ |  | -- | ------------------------------------ |
| 0  | 1            |  | 16 | 19 391 512 145                       |
| 2  | −1           |  | 18 | −2 404 879 675 441                   |
| 4  | 5            |  | 20 | 370 371 188 237 525                  |
| 6  | −61          |  | 22 | −69 348 874 393 137 901              |
| 8  | 1 385        |  | 24 | 15 514 534 163 557 086 905           |
| 10 | −50 521      |  | 26 | −4 087 072 509 293 123 892 361       |
| 12 | 2 702 765    |  | 28 | 1 252 259 641 403 629 865 468 285    |
| 14 | −199 360 981 |  | 30 | −441 543 893 249 023 104 553 682 821 |

この表に示すように、{\displaystyle n} の上昇に対してオイラー数 {\displaystyle E_{2n}} の絶対値は非常に速く増加する。その絶対値は次に示す漸近的な性質にしたがう。
{\displaystyle |E_{2n}|\simeq 2\,(2n)!\,\left({\frac {2}{\pi }}\right)^{\!2n+1}\quad \quad (n\rightarrow \infty )}

## ベルヌーイ数との関係
オイラー数とベルヌーイ数の間には、次のような関係が成り立つ。 「ベルヌーイ数」の項で説明した漸化式では、ベルヌーイ数の計算に浮動小数点による計算、または、分数計算が必要となるが、第 2 の関係式を用いれば、整数計算だけで総和記号内の演算ができるので、ベルヌーイ数の分数表現を得る場合には便利である。
{\displaystyle {\begin{aligned}&E_{2n}=\sum _{k=1}^{n}{2n \choose 2k-1}{\frac {2^{2k}-4^{2k}}{2k}}B_{2k}+1\\&B_{2n}={\frac {2n}{4^{2n}-2^{2n}}}\sum _{k=0}^{n-1}{2n-1 \choose 2k}E_{2k}\end{aligned}}}

## タンジェント数との関係
オイラー数は、符号補正したセカント数 {\displaystyle {\hat {E}}_{k}} の形式にてタンジェント数と組み合わせると便利である。 「タンジェント数」にて説明するように、組み合わせた効果として、セカント数とタンジェント数を加算のみで算出する漸化式が存在する。 